# Seznam postav vystupujících v Jú jú hakušo
Následující postavy jsou z anime/manga seriálu Jú jú hakušo.
Kromě názvů postav jsou zde uvedeny i japonské kandži znaky/katakana, jména seijú (česky: dabér), případně další triviální informace. (poznámka k výslovnosti: dvojhláska -ei, následující po souhlásce se čte jako -é (sei → sé, kei → ké))